# L'Assomption de la Vierge et saint Íñigo
L'Assomption de la Vierge et saint Íñigo (en espagnol : Asunción de la Virgen y San Íñigo) est une peinture réalisée par Francisco de Goya sur la porte en bois d'une armoire de reliques de la chambre capitulaire de l'église de San Juan el Real (es) de Calatayud. L'année exacte de réalisation de cette peinture est inconnue car la peinture a été attribuée à Goya assez tard. Néanmoins, les spécialistes estiment qu'elle a été réalisé dans sa jeunesse, et en particulier quand il procédait aux peintures religieuses à Saragosse entre 1772 et 1774.

## Description du tableau
Le tableau représente une scène céleste et surnaturelle à laquelle montent deux personnages, la Vierge Marie et Íñigo d’Oña, un saint mozarabe mort en 1068 et patron de Calatayud.
À l'occasion de la restauration de la décoration picturale de l'armoire encastrée de la salle capitulaire de San Juan (aujourd'hui espace muséal), la paternité de Goya a été suggérée en mars 1999, soutenue par le restaurateur Patxi Roldán et Rogelio Buendía (es).
Patxi Roldán a suggéré que Goya pourrait avoir peint L'Assomption de la Vierge et saint Íñigo dans les années 1760, et Rogelio Buendía a affirmé que les panneaux sont étroitement liés à ceux du cabinet qu'il a peint dans sa ville natale de Fuendetodos en 1762, qui ont disparu pendant la guerre civile et sont connus par des photographies. Cependant, Manuela Mena, conservatrice en chef des peintures de Goya au Prado, rejette l'attribution en raison de la grossièreté de l'œuvre[réf. nécessaire].